# IC 4172
IC 4172 ist eine Galaxie vom Hubble-Typ S? im Sternbild Coma Berenices am Nordsternhimmel. Sie ist schätzungsweise 464 Millionen Lichtjahre von der Milchstraße entfernt und hat einen Durchmesser von etwa 55.000 Lj.
Das Objekt wurde am 27. Januar 1904 von Max Wolf entdeckt.